# Petra Vieten

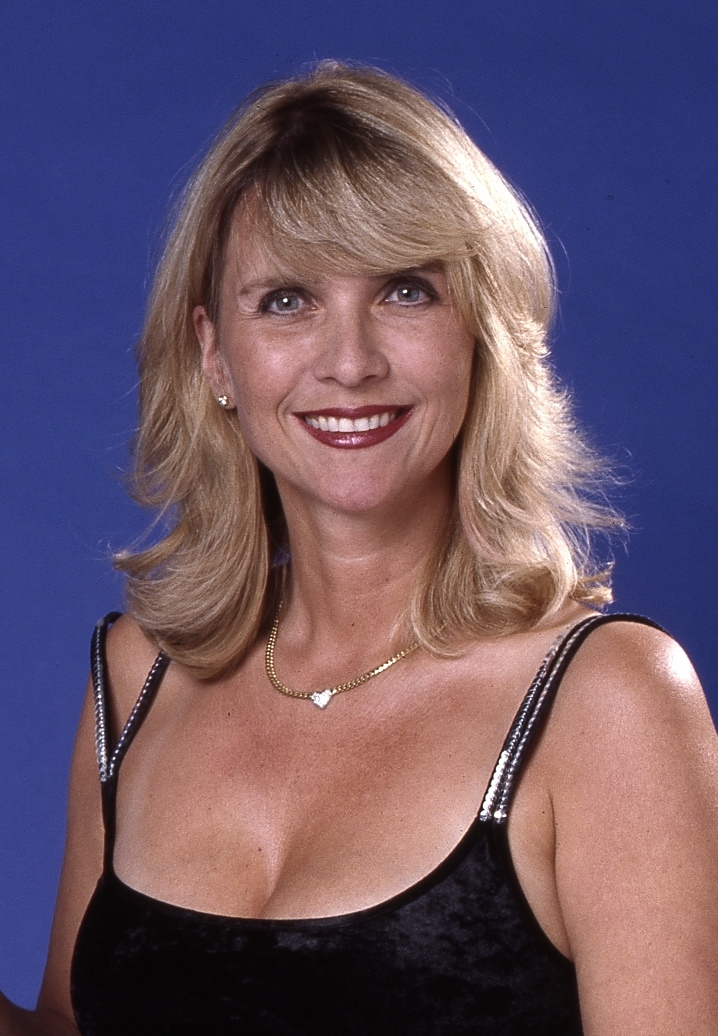
Petra Vieten (2010)

Petra Vieten (* 8. September 1964 in Duisburg als Petra Langrock) ist eine deutsche Unternehmerin und Moderatorin. Sie war früher auch als Schauspielerin und Model tätig.

## Frühe Jahre
Petra Langrock wuchs in Duisburg und Düsseldorf auf. Sie gehörte von 1975 bis 1985 der Jugendgruppe Spatzen der St.-Rochus-Pfarrei in Düsseldorf an. Die seit dem Gewinn des 1. Umweltschutzpreises der Landeshauptstadt im Jahre 1980 landesweit in NRW bekannte Jugendgruppe wurde 1983 in der Talk-Sendung Mittwochs in… von Manfred Erdenberger im WDR Fernsehen vorgestellt. Dies war der erste Fernsehauftritt von Petra Langrock. Sie machte am Ursulinen-Gymnasium in Düsseldorf 1984 Abitur. Es folgte ein Studium der Betriebswirtschaftslehre, Mathematik und Englisch an der Heinrich-Heine-Universität Düsseldorf. Das Studium wurde 1986 abgebrochen.

## Model
Von 1984 bis 1992 arbeitete Petra Vieten als Model. Sie war auf verschiedenen Covern von Zeitschriften, zum Beispiel 1992 Fernsehwoche. 1992 gewann sie den Titelmädchen-Wettbewerb der Rudi Carrell Show und war dann Covergirl für die TV Hören und Sehen. Modeaufnahmen erfolgten für Firmen wie Triumph International, Christian Dior und Kaufhof. Sie war als Model bei Messen wie die Igedo, Boot Düsseldorf und Münchner Modewoche tätig. Von November 1987 bis September 1996 berichtete Vieten in rund hundert bebilderten Artikeln über FKK-Urlaub und -Aktivitäten in aller Welt in mehreren europäischen FKK-Magazinen. Sie war selbst auch als Model zu sehen und schrieb die Artikel in drei Sprachen auch selbst.
Als Model machte Vieten auch freizügige Aufnahmen. Sie erschien unter anderem oben ohne als Page Three girl in den britischen Boulevardzeitungen The Sun (1985) und Daily Star (1986) und war nackt in Männermagazinen und anderen Softerotik-Zeitschriften zu sehen. Ihre Fotos in der deutschsprachigen Ausgabe des Männermagazin lui erschienen im Juni 1986 zeitgleich zur Ausstrahlung der Folge der Fernseh-Serie Dallas, in der sie als Statistin mitwirkte, und am Tage ihrer Hochzeit. Dies sorgte in der Pfarrei St. Rochus, deren Jugendgruppe Spatzen sie angehörte, und in der Lokalpresse von Düsseldorf für Aufsehen. Im Februar 1988 war Vieten auf dem Cover bei Gallery, einem US-Erotikmagazin, im September 1988 in der deutschen Ausgabe von High Society und zwei Monate später im amerikanischen High Society. Für die Bild-Zeitung gehörte sie 1988 zu den Gesichtern des Jahres. In den USA war sie 1989 auf den Titeln der Zeitschriften Easyriders, Super Cycle und Velvet. In Italien war sie Erotikmodel des Magazins Excelsior mit mehreren Fotostrecken 1989 und 1990 zu sehen, im deutschen Pendant sogar „Mädchen des Jahres 1990“. Im US-Penthouse war sie im Juli 1986, im englischen Penthouse im Mai 1987 Pet of the Month und anschließend Pet of the Year, und im deutschen Penthouse im Oktober 1993 abgebildet.

## Moderatorin und Schauspielerin

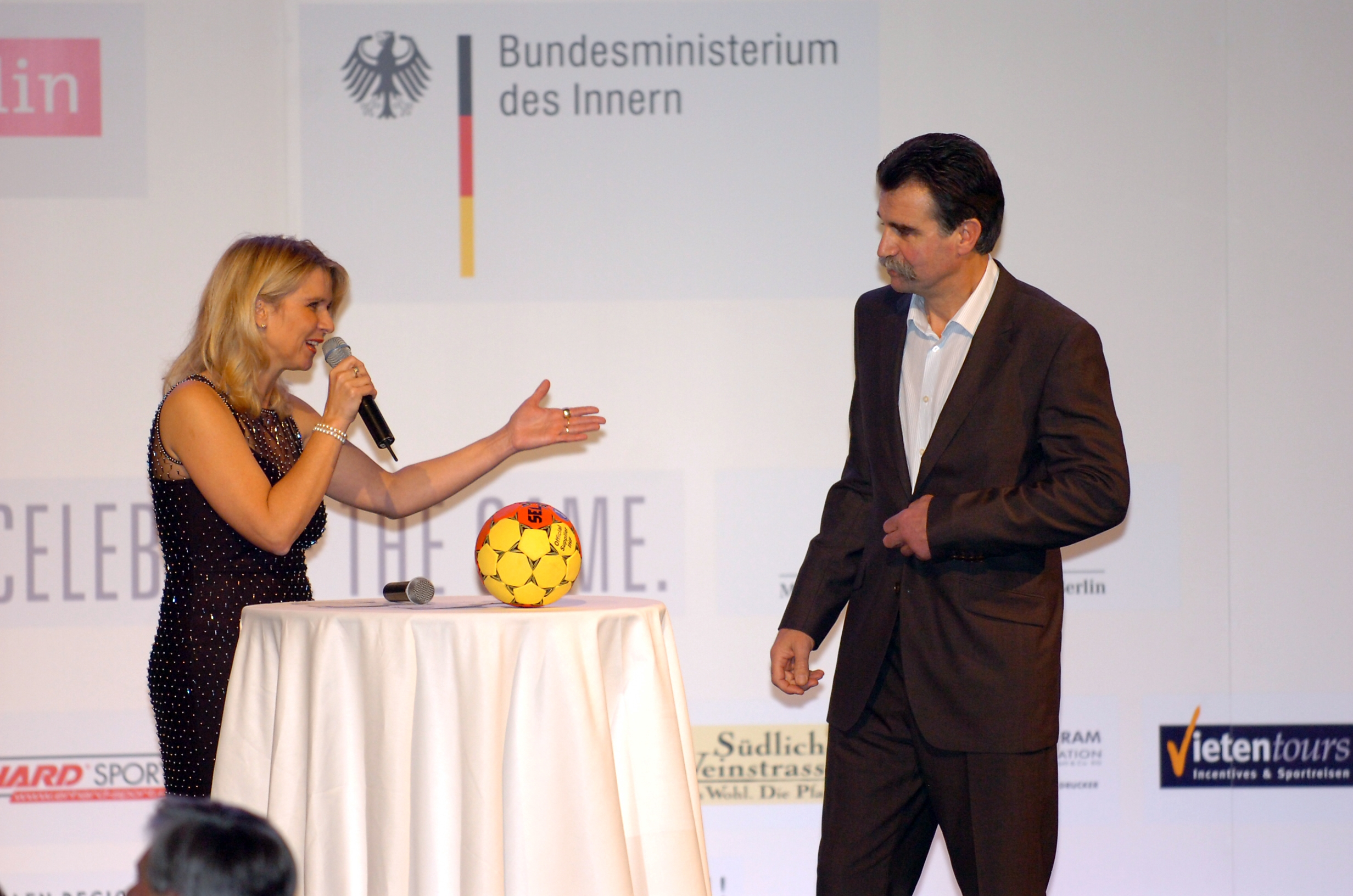
Petra Vieten moderiert die Eröffnungsgala der Handball-WM 2007, rechts Bundestrainer Heiner Brand

Von 1991 bis 1992 nahm Vieten Schauspielunterricht beim Jungen Theater in der Altstadt (JuTA) in Düsseldorf und Sprechunterricht in Köln. Sie trat in diesen Jahren schon als Moderatorin der Rubbelstar-Lotterie beim SDR auf. Im Jahr 1992 nahm Vieten an einem Nachwuchs-Moderatoren-Wettbewerb des WDR teil. Unter 1.800 Mitbewerbern belegte sie den ersten Platz. Zwei Tage später berichten Express und Bild über ihre Arbeit als „Nacktmodel“ und Auftritte als Striptease-Tänzerin in Tutti Frutti bzw. der italienischen Urversion der Erotik-Spielshow Colpo Grosso. Petra Vieten trat immer wieder als Eurogirl unter verschiedenen Namen und Nationalitäten von 1990 bis 1991 bei Tutti Frutti und regelmäßig auch 1990 bei Colpo Grosso auf. Daneben war sie in den 1990er-Jahren regelmäßig in der Erotiksendung Electric Blue bei Sat.1 und RTL II zu sehen. Petra Vieten bekam den Moderatorenposten beim WDR nicht, den sie zuvor im Casting gewonnen hatte, erhielt jedoch die Möglichkeit, eine Probesendung zu absolvieren, die im Hauptabendprogramm der ARD 1992 ausgestrahlt wurde.
Wenig später bekam Petra Vieten eine Rolle in der Fernsehserie Lindenstraße. Sie spielte von 1992 bis 1998, von Folge 360 bis 639, die Arzthelferin Corinna Marx. 1993 trat sie als Programm-Ansagerin bei ORB und Sprecherin für Nachrichten und Wetter bei SFB auf. Zusammen mit Jörg Pilawa moderierte Petra Vieten 1993 die Sendung RSH Gold: Hit des Jahres bei Sat.1. Daneben gab es noch weitere Auftritte als Moderatorin in verschiedenen Sendern.
In der ZDF-Serie Jede Menge Leben spielte sie 1995 bis 1996 die Sekretärin Brigitte. Es folgten noch einige kleinere Rollen unter anderem in der Serie SOKO 5113 (ZDF) und als Hollywood-Reporter (RTL).
Seit 1990 ist Vieten als Moderatorin bei Messen, Sport-Veranstaltungen und Events tätig. Im Sportbereich moderierte sie den Sportpresseball 2007 in Berlin, 2007 bis 2011 fünfmal die Olympische Ballnacht in Wiesbaden und weitere Veranstaltungen. Bei Events zahlreicher Firmen war sie als Moderatorin angestellt. Auch bei 50 Karnevalssitzungen in Köln und im Rheinland führte sie durch das Programm.

## Privatleben

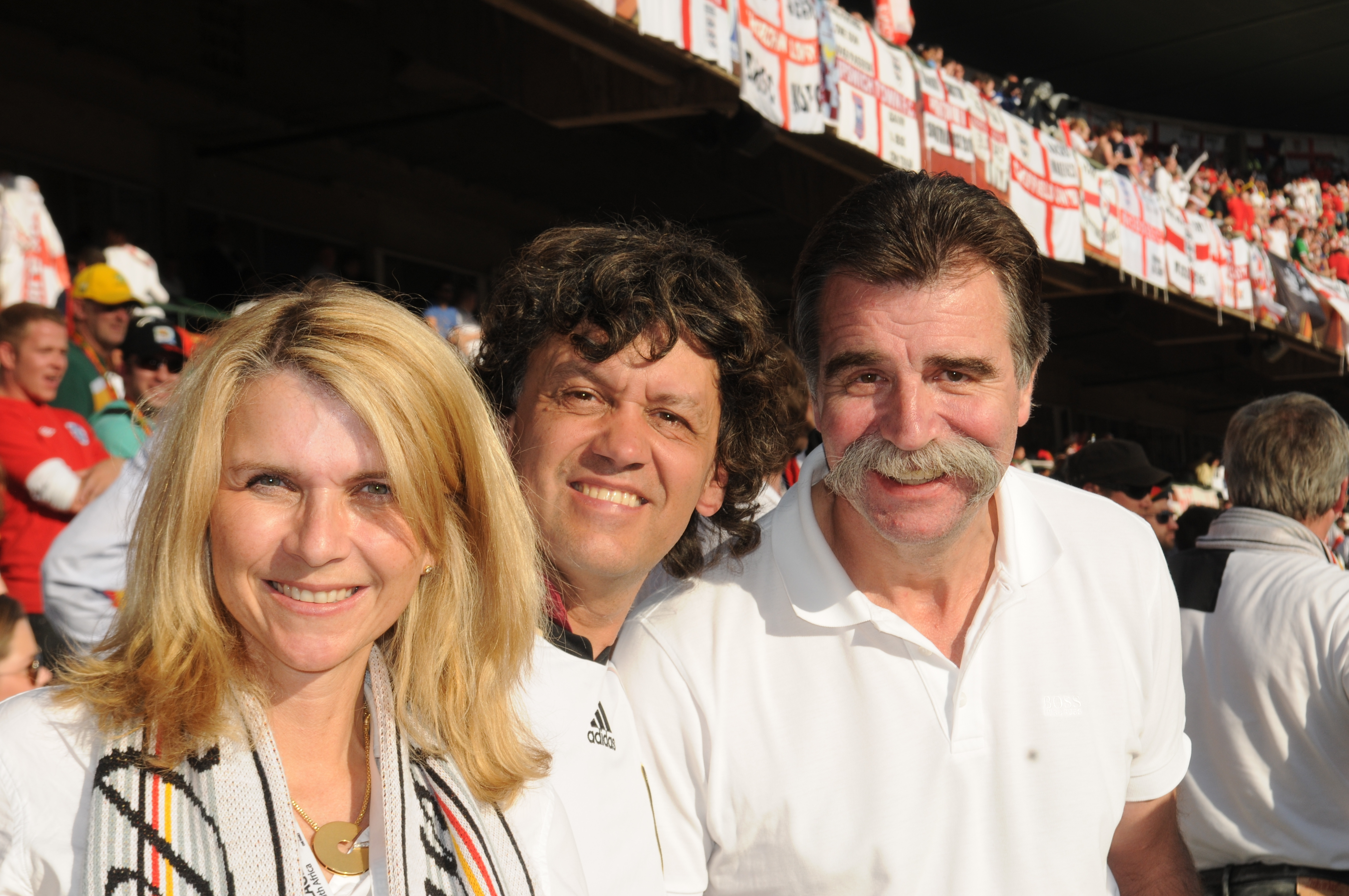
Petra Vieten mit ihrem Mann Wolfgang (Mitte), daneben Heiner Brand (2010)

Petra Vieten ist seit 1986 mit dem Unternehmer Wolfgang Vieten verheiratet. Petra und Wolfgang Vieten kennen sich seit 1970 und sind seit 1980 ein Paar. Sie haben drei in den Jahren 1996, 2000 und 2003 geborene Kinder. 1990 gründeten Petra und Wolfgang Vieten das Reiseunternehmen Vietentours mit dem Schwerpunkt Sportreisen, das sie seit dem geschäftsführend leiten. Seit 2005 gehört die Burg Odenhausen, ein unter Denkmalschutz stehendes Anwesen in Wachtberg im Rhein-Sieg-Kreis, dem Ehepaar Vieten.